# Декерс, Лаурентиус Николас
Лаурентиус Николас Декерс (нидерл. Laurentius Nicolaas Deckers; 14 февраля 1883, Хезе, провинция Северный Брабант, Нидерланды — 1 января 1978, Гаага, Нидерланды) — нидерландский государственный деятель, министр обороны Нидерландов (1929—1935).

## Биография
Изучал политические и общественные науки в Лёвенском католическом университете. Получил докторскую степень, защитив диссертацию по ведению фермерского хозяйства в условиях песчаной почвы Северный Брабанта. Был католическим политиком и представителем сельскохозяйственного бизнеса. Работал в банке Rabobank. Был главным экспертом по аграрным вопросам в Римско-католической государственной партии. В 1918 г. был впервые избран в парламент страны.
Перебравшись в Гаагу, стал генеральным секретарем Голландской ассоциации католических фермеров и садоводов. В 1925 г. окончил юридический факультет в Лейденском университете и с 1925 по 1929 гг. работал в юридической фирме Deckers-Kortenhorst-Van der Loo в Гааге. С 1927 по 1929 гг. одновременно являлся преподавателем  социального права в Католической средней школе торговли в Тилбурге. В течение многих лет он был членом Верховного Совета Труда (Hoge Raad van Arbeid) и председателем или членом различных государственных комиссий. Придерживался жестких антисоциалистических взглядов.
Позже стал заниматься военно-оборонной тематикой.
- 1929—1935 гг. — министр обороны Нидерландов. На этом посту отвечал за бомбардировку линкора Hr. Ms. De Zeven Provinciën (1910), когда там произошёл мятеж индонезийских матросов. Также запретил военным участвовать в любых организациях социалистического толка,
- 1935—1937 гг. — министр сельского хозяйства и рыболовства Нидерландов.

В 1939 г. был избран лидером Римско-католической государственной партии, на этом посту требовал немедленной отставки правительства Хендрика Колейна. После оккупации страны фашистами во время Второй мировой войны некоторое время провел в концлагере «Бухенвальд» в качестве заложника (1942). После освобождения ставил своей главной задачей добиться того, чтобы распущенный оккупантами парламент после освобождения страны мог максимально быстро приступить к работе.
Завершил свою политическую карьеру в качестве советника. Являлся членом Государственного совета до 1958 г. С 1940—1958 гг. также являлся председателем Голландской туристической ассоциации.
В 1958 г. был избран почетным жителем своего родного города Хезе.